# مانا هیراتا
مانا هیراتا (انگلیسی: Mana Hirata; ۱۹ آوریل ۱۹۸۵ – ) صداپیشگی در ژاپن، و بازیگر اهل ژاپن بود.